# Kaling
Kaling is een bestuurslaag in het regentschap Karanganyar van de provincie Midden-Java, Indonesië. Kaling telt 5708 inwoners (volkstelling 2010).